# Anavrytó (Kilkís)
Pour l’article homonyme, voir Anavrytí (Étolie-Acarnanie).
Anavrytó (grec moderne : Αναβρυτό) est une localité située dans le dème de Kilkís, dans le district régional de Kilkís, dans la periphérie de Macédoine-Centrale, en Grèce.
Selon le recensement de 2011, elle compte 85 habitants.